# Endless Summer (canción)
«Endless Summer» (en español «Verano sin fin») es un sencillo de la cantante alemana Oceana. Se trata de la canción oficial de la Eurocopa 2012. La canción utiliza el sample de la canción electro «Blaue Moshcee» del grupo alemán Die Vögel.

## Posicionamiento en listas
| Lista (2012)                          | Máxima posición |
| ------------------------------------- | --------------- |
| Alemania (Offizielle Deutsche Charts) | 5               |
| España (Top 100 Canciones)            | 28              |
| Italia (FIMI)                         | 2               |
| Hungría (Rádiós Top 40)               | 19              |
| República Checa (Rádio Top 100)       | 83              |
| Ucrania (Ukrainian Airplay Chart)     | 15              |
| Ucrania (Ukrainian Singles Chart)     | 26              |